# Phintella hongkan
Phintella hongkan is een spinnensoort uit de familie van de springspinnen (Salticidae). De wetenschappelijke naam van de soort werd voor het eerst geldig gepubliceerd in 2024 door C. Wang, Gan en Mi.
De soort komt voor in China.